# اسپرینگ گاردن (کالیفرنیا)
اسپرینگ گاردن (به انگلیسی: Spring Garden) یک منطقهٔ مسکونی در ایالات متحده آمریکا است که در شهرستان پلوماس، کالیفرنیا واقع شده‌است. اسپرینگ گاردن ۱٫۶۹۰ کیلومتر مربع مساحت و ۱۶ نفر جمعیت دارد و ۱٬۲۱۹ متر بالاتر از سطح دریا واقع شده‌است.